# Black Skinhead
Black Skinhead (trascritto anche come BLKKK SKKKN HEAD) è un singolo del rapper statunitense Kanye West, pubblicato il 19 giugno 2013 come primo estratto dal suo sesto album in studio da solista Yeezus.

## Descrizione
Il brano è caratterizzato da un suono aggressivo e potente, con influenze industriali e rock. Il testo affronta tematiche di identità, razzismo, potere e fama. La canzone inizia con un ritmo martellante e un campionamento della canzone "Sermon (He'll Give Us What We Really Need)" del gruppo gospel Holy Name of Mary Choral Family. Nel testo, Kanye West riflette sul suo status di personaggio pubblico e sulla percezione che gli altri hanno di lui a causa del suo successo e della sua identità come uomo nero. Le liriche di "Black Skinhead" esplorano anche tematiche di ribellione e rabbia contro le ingiustizie sociali, con Kanye che affronta il razzismo e le difficoltà incontrate nella sua carriera. Il brano è carico di energia e intensità, con versi aggressivi e una produzione musicale distorta che enfatizza il messaggio di sfida e determinazione.
Il singolo è stato utilizzato come colonna sonora per il film di Martin Scorsese The Wolf of Wall Street.
Era prevista per il 25 agosto 2013 la pubblicazione di una versione remixata del brano, nella quale West avrebbe collaborato con Miley Cyrus. Tuttavia il remix fu pubblicato solo il 21 gennaio 2016, con la partecipazione di Miley Cyrus e Travis Scott.

## Video musicale
Il video, diretto da Nick Knight, con  si apre con tre figure che indossano copricapi che ricordano quelli indossati dal Ku Klux Klan; i cappucci formano un bordo nero che avvolge la maggior parte dello schermo. Il video si apre dunque con una versione computerizzata di Kanye West a torso nudo, con indosso una lunga catena e pantaloni di pelle. L'atmosfera del video è molto cupa, con animazioni totalmente in bianco e nero.

## Classifiche
| Classifica (2013-2014) | Posizione massima |
| ---------------------- | ----------------- |
| Australia              | 58                |
| Canada                 | 66                |
| Francia                | 105               |
| Irlanda                | 55                |
| Scozia                 | 31                |
| Regno Unito            | 34                |
| Stati Uniti            | 69                |